# František Roman Dragoun
František Roman Dragoun (21. října 1916 Písek – 2. července 2005 Písek) byl český malíř-portrétista.

## Život
Jeho otec, učitel písecké rolnické školy, byl malíř a muzikant. Na píseckém gymnáziu jej učil Josef Velenovský. V roce 1937 se stal F. R. Dragoun studentem Akademie výtvarných umění v Praze u profesorů Josefa J. Loukoty, Maxe Švabinského a Vratislava Nechleby.
V Dragounově díle převažují portréty a krajiny. Po druhé světové válce žil v Praze, kde zachytil portréty mnoha umělců, ale po únoru 1948 se vrátil do rodného Písku. V listopadu 1949 se v Brně oženil s Miladou Strakerlovou. Na svých toulkách po Čechách a Moravě i na cestách po Evropě i Americe zachytil podoby mnoha osobností (Jindřicha Jindřicha, Karla Absolona, Eduarda Hakena, O. F. Bablera, kardinála Vlka a dalších umělců, vědců a myslitelů).
I veduty a krajiny tvořil jako portréty, při nichž usiloval o vystižení charakteru a o zachycení klimatu. Namaloval více než pět tisíc olejomaleb a kresby nelze vůbec spočítat; tyto malby a kresby v současnosti spravuje jeho syn Roman. F. R. Dragoun má v Písku galerii v Jungmanově ul. č. 186. Jeho dílo lze vidět na četných výstavách.
F. R. Dragoun byl i básníkem. Několik básní zhudebnil jeho syn, rockový hudebník Roman Dragoun, jak pro kapelu Futurum (např. „Zdroj“), tak i pro vlastní sólová alba (např. „Kronikář“).
Byl členem řádu rytířů svatého Lazara Jeruzalémského.